# Parc Nacional Alejandro de Humboldt
El Parc Nacional Alejandro de Humboldt és un parc nacional a les províncies cubanes d'Holguín i Guantánamo. Té el nom del científic alemany Alexander von Humboldt, que va visitar l'illa el 1800 i 1801. El parc és Patrimoni de la Humanitat declarat per la UNESCO el 2001.

## Descripció
A causa de la seva complexa geologia i topografia variada, s'ha desenvolupat una gran varietat d'ecosistemes únics a l'illa, que han donat origen a un dels llocs d'illa tropical al món amb major diversitat biològica. Moltes de les roques d'aquest ambient són tòxiques per a les plantes, per la qual cosa les espècies van haver d'adaptar-se per sobreviure en aquestes condicions hostils. Aquest procés evolutiu únic va produir el desenvolupament de moltes noves espècies, per la qual cosa el parc és un dels llocs més importants en l'hemisferi occidental per a la conservació de flora endèmica. 16 de les 28 formes de vegetació de Cuba es troben en aquesta regió.
Entre les principals espècies endèmiques del parc es troben el pícid reial (gairebé extint), el lloro, el catey, l'esparver caguarero, l'almiquí cubà (mamífer insectívor d'hàbits nocturns), la dracena, la polimita, els cateyes, la jutía andaraz (rosegador). També viuen a la zona manatís, amfibis (en especial granota d'1 centímetre), rèptils i peixos.
El parc concentra, a més, bonics paisatges, boscos latifolis i pinedes. Els rius del parc porten aigües cristal·lines i són freqüents les cascades en el seu curs.

## Característiques
Declarat Patrimoni de la Humanitat per la UNESCO, el parc presenta el més gran romanent dels ecosistemes conservats a Cuba, d'una excepcional bellesa, i constitueix a més un dels llocs més valuosos per a la conservació de la flora endèmica en tot l'hemisferi occidental.
El parc Nacional Alejandro de Humboldt, constitueix el nucli principal de la reserva de la biosfera de Cuchillas del Toa (ocupa més de la meitat de la seva àrea total), la major i més valuosa de les quatre existents a Cuba. Aquest ecosistema, per la seva bellesa natural i nombrosos llocs d'interès, pot comparar-se amb un escultural conjunt de postals exclusives de muntanyes, altiplans, planes, badies, rius cabalosos i esculls.
És considerat com un dels llocs de major endemisme del món. S'hi troba el 2% de les espècies de flora de la Terra. El parc concentra bonics paisatges muntanyosos amb boscos latifolis i pinedes, rius, pous i cascades.